# Zelený koridor na jihu Paříže

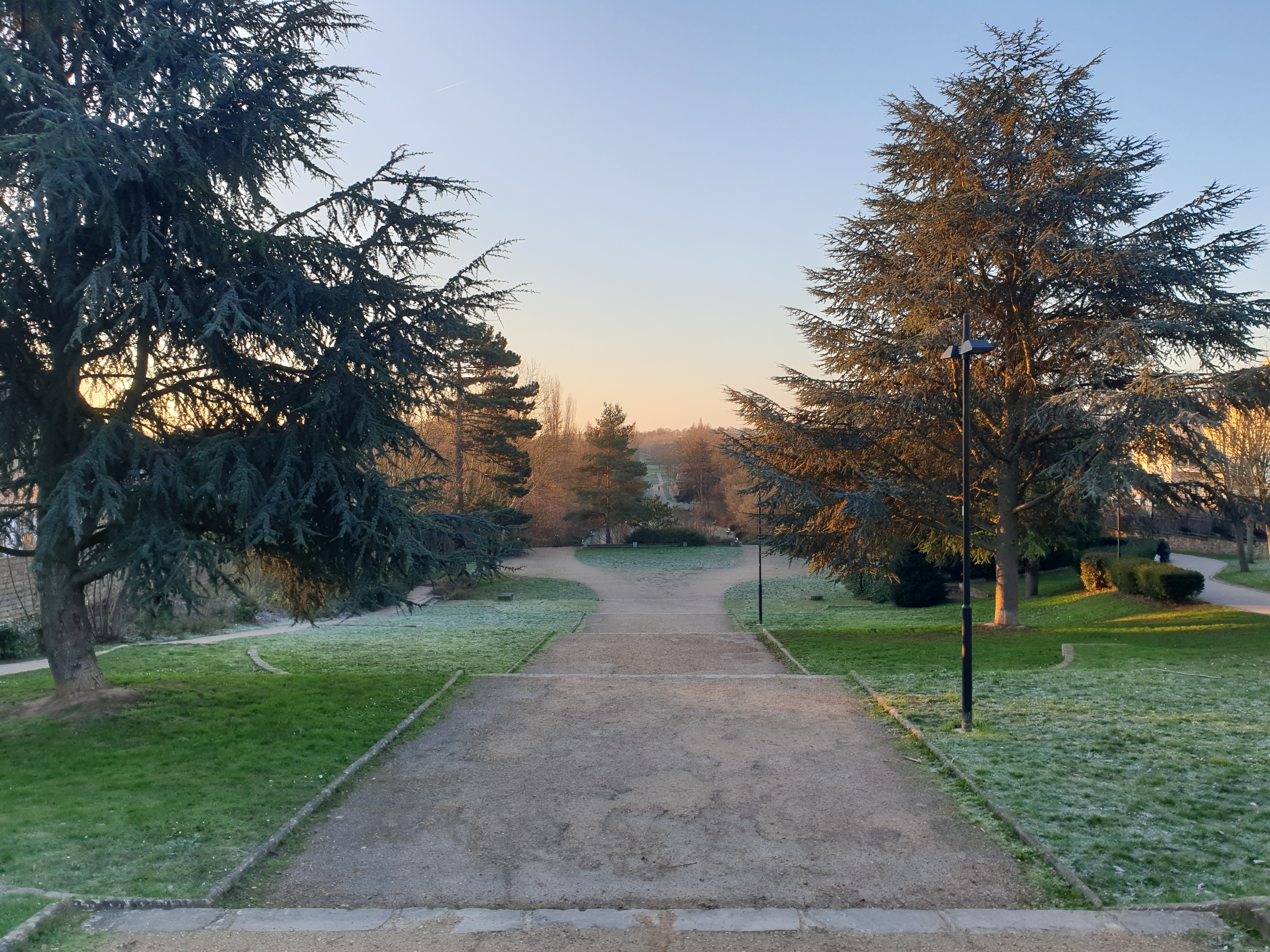
Zelený koridor ve městě Sceaux

Zelený koridor na jihu Paříže (francouzsky Coulée verte du sud parisien) je prostor plánovaný pro volnočasové aktivity podél kolejiště TGV mezi městy Massy a Paříž. Území využívané dnes TGV bylo původně plánováno pro prodloužení dálnice A10 do Paříže, které však nebylo realizováno. Do roku 1939 zde vedla železniční trať z Paříže do Chartres. Projekt spravuje společná organizace regionu Île-de-France, departementů Essonne a Hauts-de-Seine a devíti obcí (Malakoff, Châtillon, Bagneux, Fontenay-aux-Roses, Sceaux, Châtenay-Malabry, Antony, Verrières-le-Buisson a Massy).
Mezi náměstím Place de Catalogne v Paříži a nádražím RER v Massy se na zeleném koridoru buduje:
- cyklostezka plánovaná po celé délce trasy (14 km)
- chodníky pro pěší
- hřiště pro děti
- sportoviště

## Pozoruhodnosti na trase
- Place de Catalogne
- Place de Séoul
- kostel Notre-Dame-du-Travail postavený pro dělníky pracující na výstavišti světové výstavy 1900
- zámek a park ve městě Sceaux

## Budoucí rozvoj
Uvažuje se o prodloužení koridoru až do Rambouillet po bývalé trati do Chartres. Rozšíření v Paříži může vést až na úroveň parku Georgese Brassense v 15. obvodu. U příležitosti rekonstrukce viaduktu na této železniční trati byl již otevřen úsek mezi obcemi Bures-sur-Yvette a Gometz-le-Châtel.